# 日名倉山
日名倉山（ひなくらやま）は、兵庫県宍粟市、佐用郡佐用町および岡山県美作市にまたがる山である。標高は1047.4メートルで、岡山県側からみた山容が富士山に似ていることから「美作富士」または「作州富士」とも呼ばれる。関西百名山、兵庫50山に選定されている。氷ノ山後山那岐山国定公園に属する。